# Planina, Ajdovščina
Planina je naselje v Občini Ajdovščina. Leži na južnih obronkih Vipavske doline, v zavetju Ojstrega vrha, Avše, Trejšunika in Planin. Vas Planina se razteza po pobočju v smeri jugovzhod, severozahod v dolžini 5 kilometrov. Sestavlja jo 7 zaselkov: Uštini, Štrancarji, Marci, Dolenja vas, Gorenja vas, Britih in Koboli.

## Zgodovina
Planina je bila v zgodovini zaradi svoje lege zelo pomembno naselje, nastala naj bi že v dobi Keltov. O tem priča prazgodovinsko gradišče na pobočju griča Sv. Pavla, v bližnjih Kobolih pa keltsko grobišče, ki ga je delno odkopal V.Schmidt.
Ko je rimska vojska zavzela kraje v Vipavski dolini so svoj tabor postavili tudi pri sv. Pavlu, kjer so arheologi zabeležili eno najpomembnejših arheoloških najdišč. Sledilo je veliko obdobje razcveta, vinogradništva, vinarstva in sadjarstva.
Leta 1642 je bil zgrajen kamniti most čez reko Vipavo v Dolenjah.
Do leta 1702 je bila Planina pod plemiško rodbino Lichtenthurnov, nato pa so jo dobili menihi iz kartuzijanskega samostana v Bistri pri Vrhniki, ki so na Planini ostali do leta 1783. Menihi so bivali v nekdanjem šolskem poslopju in v sosednji hiši na trgu pred farno cerkvijo.
Leta 1809 pride na Planino za kaplana vsestransko razgledan duhovnik, kemik, zgodovinar, vinogradnik Matija Vertovec, po rodu iz Šmarij. Poskrbel je za versko življenje ter za kulturni, gospodarski in zdravstveni napredek. Postavil je tudi temelje planinski šoli, tako da je okrog sebe zbiral otroke in odrasle ter jih učil brati in pisati v maternem jeziku. Znanje mnogih jezikov mu je omogočilo, da je s pomočjo tuje literature učil Planince umnega kmetijstva in vinarstva. Poskrbel je tudi za zdravje Planincev, saj je v času, ko je po svetu razsajala epidemija koz pregovoril planinske starše, da so dali cepiti otroke proti kozam. Vertovec je leta 1813 z težkim srcem zapustil planince in nastopil službo v Šembidu.
Leta 1936 je bila v vasi napeljana elektrika, ki je vasi omogočila hitrejši razvoj.
Po drugi svetovni vojni je bil napredek v vasi še bolj opazen, saj so se začele obnavljati stanovanjske hiše in gospodarska poslopja pa tudi ceste. Leta 1947/48 je bil postavljen še drugi most čez reko Vipavo, katerega je leta 1975 zamenjal novi betonski.
Leta 1983 je bil na Planino speljan nov vodovod iz Hublja, leto kasneje pa je vas dobila tudi telefonsko linijo. Za obe pridobitvi so denar prispevali krajani Planine.

## Vinogradništvo in sadjarstvo
Na Planini je doma vinogradništvo in sadjarstvo. Stare zgodbe govorijo, da so prvo trto, južno od cerkvice sv. Pavla, zasadili prav Rimljani in od tod naj bi se vinogradi razširili po vsej Vipavski dolini. Na sončnih pobočjih v okolici Planine odlično uspeva avtohtona vinska sorta pinela. Planinski sadjarji pa imajo največje nasade marelic, pa tudi češenj. Poleg tega pa odlično uspeva tudi drugo sadje: kaki, kostanji, slive, breskve.
Veliko zaslug za uspeh in odličnost vinogradništva, sadjarstva in kmetijstva na Planini in tudi na Slovenskem ima duhovnik Matija Vertovec.

## Cerkve
Krajevna skupnost Planina ima tri cerkve.
V središču vasi v "Britihu" stoji glavna cerkev Sv. Kancijana, ki hrani oljne slike, med katerimi še posebej izstopa Wolfova slika Sv. Antona Padovanskega iz leta 1796. Je primer še ohranjene tipične primorske baročne arhitekture iz 17. stoletja.
Na najlepši razgledni točki, na najbolj jugovzhodnem delu Planine stoji na n.m. 386 metrov, cerkvica Sv. Pavla. Od tod seže čudovit razgled po vsej Vipavski dolini, pa tudi na Kras na drugi strani. Na tem območju so pred leti arheologi zabeležili tudi eno izmed najpomembnejših arheoloških najdišč, saj naj bi prav pri cerkvici v času znamenite bitke pri Mrzli reki svoj tabor imeli Rimljani.
Na nadmorski višini 197 metrov, stoji leta 2011 obnovljena cerkvica Sv. Marjete. V njeni okolici je Stane Bačar, znan zbiralec fosilov, našel nekaj lepih in posebnih primerkov.

## Društva
Planina je zelo družabna vas, k temu pripomorejo tudi društva.
Društvo gospodnij in dramska skupina
Zelo aktivno društvo, saj vsako leto pripravi dramsko igro, s katero obuja stare vaške običaje. Leta 2005 je društvo izdalo prvo knjigo kuharskih receptov z naslovom »Da ne bi pozabili«, nadaljevanje knjige "Da ne bi pozabili II" pa je izšlo leta 2014. Posneli tudi več filmov o življenju na vasi. Gospodinje pa poleg svojega vsakoletnega projekta, z dobro domačo hrano sodelujejo na številnih prireditvah.
Balinarski klub Petrič
Balinarski klub Planina je zelo uspešen. Člani igrajo v drugi državni ligi, dečki in mladinci pa v prvi državni. Kar nekaj balinarjev domačega kluba dosega zavidljive rezultate ne le na državni, ampak celo na svetovni ravni. Leta 2010 je klub dobil tudi pokrito balinišče, ki omogoča trening in tekme v vseh letnih časih.
Društvo Soudan
Namen društva je druženje ljudi, ki prebivajo na Planini in njeni okolici ter jih povezovati ob vsebinah športa, kulinarike, turizma, vere in kulture.

## Prebivalstvo
Etnična sestava 1991:
- Slovenci: 423 (99,1 %)
- Nemci: 1
- Muslimani: 1
- Neznano: 1

## Zanimivosti
Na trgu pred farno cerkvijo je posajena Stara trta z Lenta, ki predstavlja vez med planinskimi in štajerskimi vinogradniki.
Posebnost Planine so prav gotovo tudi kraške jame, posebno pogoste so globeli in zgoneče jame. Veliko jih je bilo odkritih prav v zadnjih desetih letih, ko so  jame začeli raziskovati domači jamarski navdušenci. Ena izmed bolj raziskanih jam so Honice, ki ležijo zahodno od cerkvice sv. Marjete.
Razgledna točka Ojstri vrh leži na nadmorski višini 422 m.

## Dogodki
Praznik marelic
Planinski sadjarji vsako leto konec junija pripravijo praznik marelic. Na prazniku marelic si lahko ogledate razstavo marelic, degustirate različne sort marelic in jedi iz marelic, seveda pa se lahko udeležite tudi strokovnih predavanj, ki jih vsako leto pripravijo planinski sadjarji.
Druženje s pinelo
Tradicionalni dogodek, ki poteka vsako leto na velikonočni ponedeljek. Na dogodku lahko degustirate veliko število Pinel, vinarjev iz celotne zgornje Vipavske doline.
Odprti hrami
Tradicionalni dogodek, ki navadno poteka prvo soboto v decembru. To je čas, ko številni planinski vinarji odprejo svoje kleti tudi za širšo javnost.